# Fort Bidwell
Fort Bidwell est une census-designated place située dans le comté de Modoc, dans l’État de Californie, aux États-Unis. Sa population était de 173 habitants lors du recensement de 2010.

## Démographie
| 2000 | 2010 | - | - | - | - |
| ---- | ---- | - | - | - | - |
| 67   | 173  | - | - | - | - |

## Source
- (en) Cet article est partiellement ou en totalité issu de l’article de Wikipédia en anglais intitulé « Fort Bidwell, California » (voir la liste des auteurs).

1. ↑  (en) « 2010 Census Interactive Population Search: CA - Fort Bidwell CDP » [archive du 15 juillet 2014], U.S. Census Bureau (consulté le 12 juillet 2014)
2. ↑  « Statistiques des États-Unis - Californie - Profils des communautés de 2010 » (consulté en novembre 2020)